# Jesús Castro González
Jesús Antonio Castro González (Oviedo, Asturias, España, 23 de enero de 1951-Pechón, Cantabria, España, 26 de julio de 1993), conocido como Castro, fue un futbolista español que jugaba de portero. Desarrolló toda su carrera deportiva en el Real Sporting de Gijón de la Primera División de España. Además, era hermano del también futbolista Quini. Falleció en la playa cántabra de Amió después de salvar la vida de dos niños y su padre que se estaban ahogando.

## Trayectoria
Castro inició su trayectoria en el juvenil del Club Deportivo Bosco de Avilés hasta que, en 1968, fichó por el Real Sporting de Gijón. Debutó en Primera División el 13 de septiembre de 1970 en el estadio de Balaídos, en un partido ante el R. C. Celta de Vigo que finalizó con victoria local por 2-0. Se mantuvo en el Sporting durante trece temporadas en la máxima categoría, en las que participó en 316 partidos y logró un subcampeonato de Liga en la campaña 1978-79, y dos de Copa del Rey en 1981 y 1982. Se retiró al finalizar la temporada 1984-85 debido a una hernia discal.

## Clubes
| Club              | País   | Año       |
| ----------------- | ------ | --------- |
| Sporting de Gijón | España | 1968-1985 |

## Fallecimiento y reconocimientos

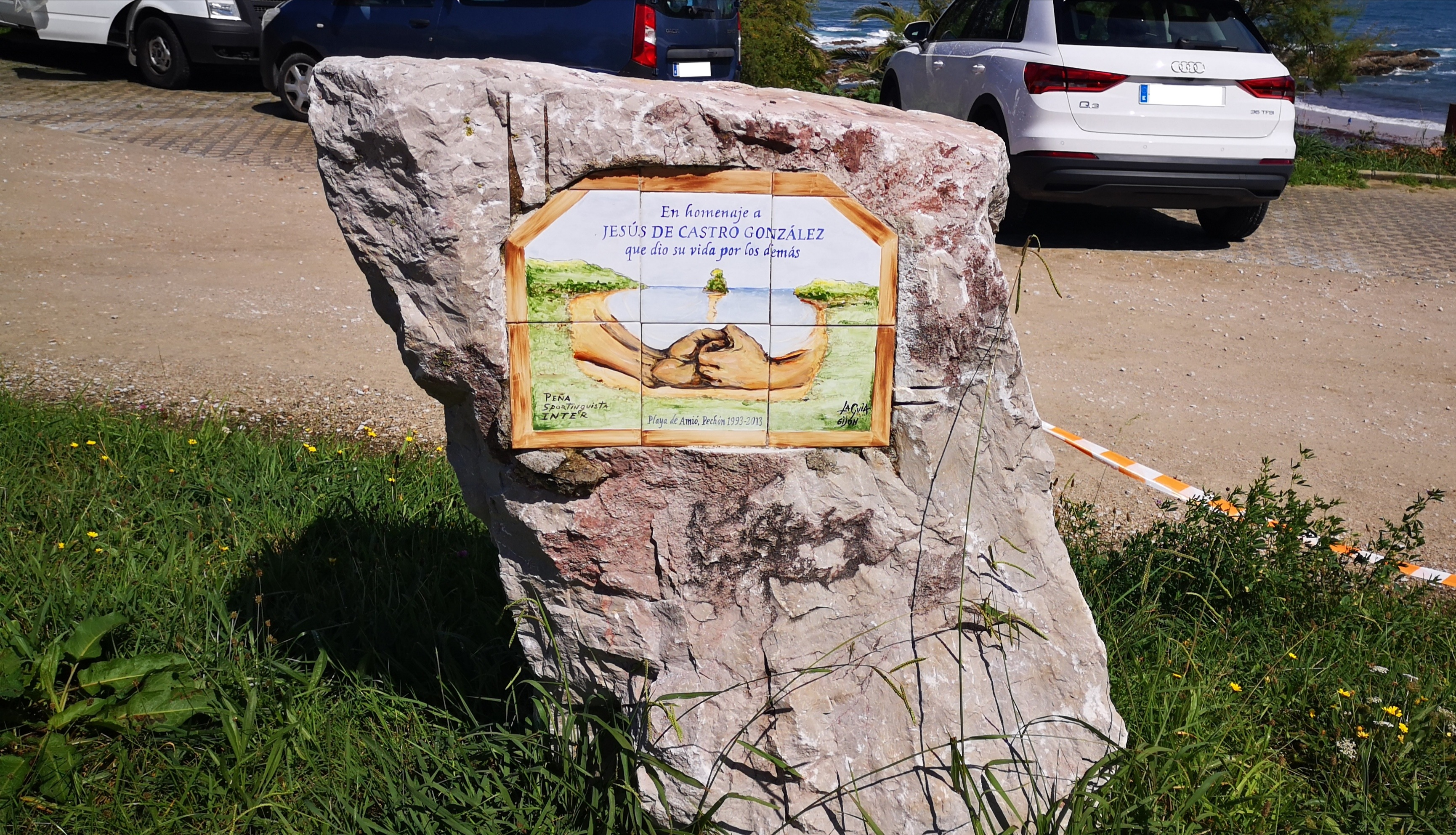
Monolito en homenaje a Castro en la playa de Amió donde perdió la vida en 1993.

El 26 de julio de 1993 se encontraba en la playa de Amió, en la localidad cántabra de Pechón, cuando se lanzó al agua para rescatar a dos niños que se estaban ahogando. Aunque lo consiguió, Jesús Castro terminó perdiendo la vida en el mar. El gesto de Castro fue reconocido con una placa en esa misma playa recordando su acción.
El 14 de noviembre se disputó en el estadio El Molinón de Gijón un encuentro homenaje a Castro, en el que se enfrentaron el Real Sporting de Gijón y una selección de jugadores de la Liga española. Además, el ayuntamiento de Oviedo le dedicó una calle en el barrio de La Corredoria, al que estaba estrechamente ligado. Posteriormente, en 2008, el Parque Inglés de Gijón fue rebautizado como Parque de los hermanos Castro en honor al propio Jesús y a Quini.